# Andries de Graeff
Andries de Graeff, ridder af Det Tysk-romerske rige, herre af Urk og Emmeloord (født 19. februar 1611, død 30. november 1678), var en nederlandsk aristokrat og politiker under den hollandske guldalder.

## Biografi
Familien De Graeff var af østrigsk oprindelse og en af de vigtigste familier i Amsterdam-patriciatet. Andries de Graeff var søn af Jacob Dircksz de Graeff og Aaltje Boelens Loen og var regent og borgmester i Amsterdam fra 1646 ind til "katastrofeåret" i 1672. De Graeff var medlem af statsrådet i De sytten provinser fra 1661 til 1663. Han har også været dijkgraaf (digegreve) i Nieuwer-Amstel og administrator af admiralitetet i Amsterdam. Han tilhørte det republikanske parti sammen med Johan de Witt og Cornelis de Graeff, der stod i opposition til fyrstehuset Oranien.
Familien De Graeff finansierede mange kunstnere og digtere, herunder Rembrandt van Rijn, Gerard ter Borch, Jacob van Ruusdael, Govert Flinck, Nicolaes Eliaszoon Pickenoy, Jan Lievens, Jacob Jordaens, Caspar Netscher, Gérard de Lairesse, Artus Quellinus, Joost van den Vondel, Jan Vos og Caspar Barlaeus. I 1671/72 malede De Lairesse de tre loftsmalerier "Triomf der Vrede" (Fredens triumf) for Andries de Graeff, med delene fra venstre mod højre: enhed, frihed, sikkerhed. De Lairesse malede disse tre loftsmalerier for Amsterdams regent og borgmester De Graeff. Malerierne formidlede et klart budskab: Republikkens "sande frihed" (Ware Vrijheid) blev kun beskyttet af de republikanske herskere i Amsterdam. Triomf der Vredes malerier glorificerer De Graeff-familiens rolle som beskyttere af den republikanske stat, forsvarere af "ægte frihed" (ware Vrijheid). Det må også have været en modstandserklæring og imod en politisk tilbagevenden af huset Orange-Nassau som guvernør. Efter at guvernørens embede blev returneret til Vilhelm III. af Orange (England), under Rampjaar i 1672, mistede Andries de Graeff og hans to nevøer Pieter (1638-1707) og Jacob de Graeff (1642-1690) alle politiske embeder. Da England og Frankrig i 1672 angreb Nederlandene, blev Johan de Witt og hans bror Cornelis de Witt lynchet af en rasende pøbel i Haag.
I 1655 giftede Andries de Graeff sig med Elisabeth Bicker van Swieten, datter af Cornelis Bicker og Aertge Witsen. Han efterfulgtes af sine børn Cornelis de Graeff (1650-1678), ridder af Det Tysk-romerske rige, Alida de Graeff (1651-1738) og Arnoldina (Aertje) de Graeff (1652-1703).